# 蕭勃
蕭 勃（しょう ぼつ、生年不詳 - 557年）は、南朝梁の皇族。

## 経歴
呉平侯蕭景の子として生まれた。南定州刺史に任じられ、曲江郷侯に封じられた。太清3年（549年）、広州刺史の元景仲が侯景の乱に呼応しようと図ったため、西江督護の陳霸先が元景仲を攻撃し、蕭勃を刺史に迎えた。太清4年（550年）、湘東王蕭繹により蕭勃は鎮南将軍・広州刺史に任じられた。太清6年（552年）、侯景の死によって乱が平定されると、王琳が広州刺史とされ、蕭勃は晋州刺史とされた。承聖3年（554年）、西魏が江陵を攻め落とすと、 蕭勃は再び広州刺史となった。
梁王蕭方智が承制すると、蕭勃は司徒の位を加えられた。紹泰元年（555年）、太尉となった。太平元年（556年）、太保・驃騎将軍となった。太平2年（557年）2月、蕭勃は広州で挙兵した。欧陽頠・傅泰・蕭孜が前軍をつとめ、南江州刺史余孝頃が合流した。周文育が巴山で欧陽頠を生け捕りにした。3月、周文育の前軍の丁法洪が蹠口で傅泰を生け捕りにした。蕭孜と余孝頃の軍は敗走した。徳州刺史の陳法武と元衡州刺史の譚世遠が始興郡で蕭勃を攻め殺した。

## 伝記資料
- 『南史』巻51 列伝第41